# Hauke Wagner (Volleyballspieler)
Hauke Wagner (* 30. Mai 1987 in Celle) ist ein deutscher Volleyballspieler. Seit 2005 spielt der Diagonalangreifer, abgesehen von einer Saison in Düren, beim TSV Giesen. Mit beiden Vereinen war er auch im Europapokal aktiv.

## Karriere
Hauke Wagners Vater Rolf und sein Onkel Wolfgang waren Bundesligaspieler. Er begann seine eigenen Karriere im Alter von acht Jahren. Zunächst spielte er beim SV Altencelle und beim SV Nienhagen. Beim TuS Bröckel war er in der Landesliga aktiv. 2005 wechselte er zum TSV Giesen, wo er zunächst in der Zweiten Liga spielte.
In der Saison 2008/09 kam der Diagonalangreifer erstmals in der ersten Liga zum Einsatz. Aber die Mannschaft stieg sofort wieder ab. In der Saison 2010/11 wurde sie Meister der Zweiten Liga Nord, verzichtete aber auf den Aufstieg. Daraufhin wechselte Wagner zum Erstligisten evivo Düren. Die Dürener mussten sich in der Saison 2011/12 im Pokal-Viertelfinale und dem Playoff-Halbfinale jeweils dem VfB Friedrichshafen geschlagen geben. Im Challenge Cup 2011/12 schieden sie in der zweiten Runde aus.
Nach einer Saison kehrte Wagner nach Giesen zurück, wo er seitdem ununterbrochen spielt. 2018 gelang dem Verein nach neun Jahren in der zweiten Liga der erneute Aufstieg in die Bundesliga. In der Saison 2018/19 erreichte er das Viertelfinale im DVV-Pokal, verpasste aber als Tabellenzehnter der Bundesliga die Playoffs. Ein Jahr später gab es die gleichen Ergebnisse, wobei die Bundesliga-Saison einen Spieltag vor Ende der Hauptrunde abgebrochen wurde. 2020 spielte Wagner mit Giesen im Europapokal, musste sich aber in der ersten Runde des Challenge Cups gegen Sporting Lissabon geschlagen geben. Im DVV-Pokal kam das Aus im Viertelfinale und in der Bundesliga verpassten die Grizzlys als Tabellenneunter die Playoffs. Ein Jahr später kamen sie in im Pokal und den Playoffs ins Viertelfinale. 2022/23 verbesserte sich das Team mit dem Einzug ins Pokal-Halbfinale, aber in der Bundesliga war die Saison erneut im Playoff-Viertelfinale beendet. In der Saison 2023/24 erreichte Giesen das Achtelfinale im Challenge Cup und das Halbfinale im nationalen Pokal. In der Bundesliga kam der Verein als Hauptrunden-Zweiter ins Playoff-Halbfinale. Auch 2024/25 spielt Wagner für die Grizzlys.